# Волонтир Міхай Єрмолайович
Михай Єрмолайович Волонтир (9 травня 1934, Глінжень — 15 вересня 2015, Кишинів) — радянський і молдовський актор театру і кіно. Народний артист Молдавської РСР. Народний артист СРСР (1984).

## Біографія
Михай Волонтир народився в Молдавії в селі Глінжени. Уже в 18 років він став викладати в сільській школі, в селі Попоуци. У 1955 році закінчив Оргіївське педагогічне училище і став завідувачем клубом у селі Ліпчень Резінского району.
У 1957 році, після республіканського огляду самодіяльності був запрошений в навчальну акторську групу Бельцкого музично-драматичного театру імені Васіле Александрі, а пізніше став актором цього театру.
Дебют у кіно відбувся в 1968 році, коли Михай Єрмолайович знявся у фільмі «Потрібен воротар». Потім знімався в картинах «Це мить», «Десять зим за одне літо», «Крутизна», «Це солодке слово — свобода».
У 1976 році отримав звання Лауреата Державної премії Молдавської РСР за головну роль в історико-біографічній картині «Дмитро Кантемир». Також широко відомий фільм «В зоні особливої уваги» (1977), в якому головні ролі зіграли Михай Волонтир та Борис Галкін. У 1981 році на екрани вийшов фільм-продовження «Хід у відповідь», де головні ролі зіграли ті ж актори, а також Вадим Спиридонов. У 1980 році знявся в головній ролі в українському фільмі виробництва кіностудії імені О. Довженка «Від Бугу до Вісли».
Найбільш широку популярність Волонтиру приніс багатосерійний фільм «Циган» (1979) (режисер — Олександр Бланк). Він зіграв роль цигана Будулая, який мандрує по світу в пошуках свободи і щастя. Фільм вийшов дуже успішним і в 1985 році виходить продовження — «Повернення Будулая».
Незважаючи на всесоюзну популярність і славу, Михай Волонтир ніколи не залишав своє місто Бельці і продовжував театральну діяльність в улюбленому театрі. Михай Волонтир хворів на діабет, з ускладненням на очі. Починаючи з кінця 1990-х років було проведено ряд операцій. Фінансову допомогу акторові надали уряд Республіки Молдова, підприємці Москви, актори театру і шанувальники творчості Волонтира. Актор жив у себе на батьківщині і продовжував грати у виставах театру ім. Александрі у Бєльці.

## Фільмографія

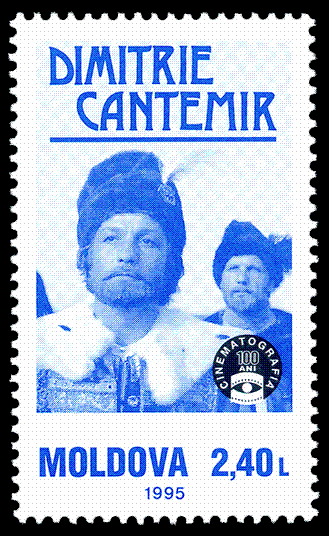
Міхай Волонтір у фільмі «Дмитро Кантемир» (1973) на поштовій марці Молдови

- 1967 — Потрібен воротар — Іван Турбінке
- 1968 — Ця мить — Міхай Адам
- 1969 — Десять зим за одне літо — Іліє
- 1969  — Один перед любов'ю — Обаде
- 1970 — Крутизна — Андрій Спірит
- 1972 — Четвертий — Банар
- 1972 — Це солодке слово — свобода! — Карлос
- 1973 — Мости — Пєтраке
- 1973 — Дмитро Кантемир — Дмитро Кантемир
- 1974 — Чоловіки сивіють рано — Андрій Резлог
- 1975 — Звук сопілки — Джабраіл
- 1976 — Не вір крику нічної птиці — Іон
- 1977 — Оповідь про хороброго витязя Фет-Фрумоса — Птахолов (Птицелов)
- 1977 — Корінь життя
- 1977 — У зоні особливої уваги — прапорщик Валентір
- 1978 — Кентаври
- 1979 — Агент секретної служби — Гнат Валуце
- 1979 — Циган — Будулай
- 1980 — Нерозділене кохання — перехожий
- 1980 — Від Бугу до Вісли — Петро Вершигора (озвучив актор Павло Морозенко)
- 1981 — Хід у відповідь — старший прапорщик Валентір
- 1981 — Єдиний чоловік — Михайло
- 1981 — Олень полювання — Головін
- 1982 — Випадок у квадраті 36-80 — Скиба
- 1982 — Ця чоловіча дружба — Антон Греку
- 1983 — Будь щаслива, Юлія — Раду
- 1984 — Звинувачення
- 1984 — Я за тебе відповідаю
- 1985 — Повернення Будулая — Будулай
- 1986 — Сліди перевертня — Уго Вінчеро
- 1988 — Залишимося вірними
- 1989 — Стукіт у двері
- 1991 — Чи винна я?
- 2003 — Чандра

## Нагороди та звання
- Народний артист Молдавської РСР (1974)
- Народний артист СРСР (1984)
- Лауреат Державної премії Молдавської РСР (1976) — за виконання головної ролі у фільмі «Дмитро Кантемир» (1973)
- Лауреат Державної премії РРФСР, кінематографічної премії ім. братів Васильєвих (1980)
- Нагороджений урядовими нагородами Республіки Молдова (Орден Республіки — найвища нагорода Республіки Молдова та ін.)
- У 2000 році визнаний найкращим актором XX століття в молдовському кіно
- У 2009 році присвоєно почесне звання «Doctor Honoris Causa»